# Cerkiew św. Jozafata Męczennika w Stargardzie
Cerkiew św. Jozafata Męczennika – świątynia parafii greckokatolickiej w Stargardzie, przy ulicy Młyńskiej.

## Historia
Cerkiew została zbudowana nakładem własnym wiernych parafii. Do stycznia 2014 roku nabożeństwa odbywały się regularnie w kościele św. Ducha, wcześniej (do 2005 roku) w kolegiacie Mariackiej. Świątynia stanowi centrum kulturalno-religijne parafii greckokatolickiej.
Budowę rozpoczęto w 2007 roku. W sobotę, 4 lipca 2015 roku, została dokonana konsekracja prestołu (ołtarza) wraz z poświęceniem cerkwi. Uroczystości przewodniczył Włodzimierz Juszczak, ordynariusz eparchii wrocławsko-gdańskiej.
Ikonostas powstał w 2020 roku. Autorem części drewnianej jest ukraiński rzeźbiarz ludowy – Jan Matwij. Ikony do ikonostasu napisała stargardzianka Anna Kiłyk i ukraiński ikonopisarz – Dymitr Horditsa. 